# ماتئو پیچینی
ماتئو پیچینی (انگلیسی: Matteo Piccinni؛ زادهٔ ۶ مارس ۱۹۸۶) بازیکن فوتبال اهل ایتالیا است.
از باشگاه‌هایی که در آن بازی کرده‌است می‌توان به باشگاه فوتبال اودینزه، باشگاه فوتبال پادوا، باشگاه فوتبال پیزا، ماترا کالچو، و باشگاه فوتبال کومو اشاره کرد.